# Hildegard Lagrenne
Hildegard Lagrenne (también escrita: Lagrene) (* 1921; † 29 de marzo de 2007 en Mannheim) fue una sobreviviente de Porajmos, (genocidio en los campos de exterminio nazi) Trabajadora del Consejo Central de Sinti y Roma Alemanes, que es un lugar de encuentro y diálogo; y del Centro Cultural y de Documentación del Consejo Central en Heidelberg; recibió, a partir de 1977 el premio Medalla al Mérito del Estado de Baden-Württemberg.

## Vida
Hildegard Lagrenne creció en Renania y fue deportada con su familia y otras familias sinti y romaníes a campos de concentración en la Polonia ocupada por los nazis en mayo de 1940. Después de la liberación, se mudó a Mannheim con sus familiares supervivientes, incluidos sus dos hermanos. El libro “¡Queríamos ser libres!”  editado por Michail Krausnick, contiene, entre otras cosas, Descripciones e informes de Hildegard Lagrenne.
Gracias a sus publicaciones y numerosas conversaciones con periodistas y a su trabajo informativo en escuelas, grupos juveniles y eventos públicos, se convirtió en una figura conocida a nivel nacional en el movimiento de derechos civiles de los sinti y romaníes alemanes, que la formaron. Durante toda su vida abogó por la educación y la lucha contra el antigitanismo.
Hildegard Lagrenne trabaja como empleada en el Consejo Central de los Sinti y Roma Alemanes desde 1981 y en el Centro Cultural y de Documentación de los Sinti y Roma Alemanes en Heidelberg desde 1991.
En 1997 recibió la Medalla al Mérito del Estado de Baden-Württemberg (Orden al Mérito desde 2009).  La Fundación Hildegard Lagrenne lleva su nombre (HLS) fue fundada el 25 de octubre de 2012 en Berlín por una red de varias iniciativas educativas sinti y romaníes. También lleva su nombre el premio Hildegard Lagrenne de Mannheim, dotado con 5.000 euros para personalidades comprometidas que sean ejemplares en la promoción de la tolerancia, los derechos humanos y la igualdad educativa en Mannheim y la región metropolitana de Rin-neckar.

## Fundación Hildegard Lagrenne
La fundación, creada en 2012, tiene como objetivo principal trabajar contra el racismo hacia los gitanos en el sector educativo. Los niños, los jóvenes y los adultos sinti y otros romaníes deberían recibir apoyo financiero en sus carreras educativas. La fundación desarrolla y promueve proyectos, pero también apoya, de otras maneras, a familias desfavorecidas a nivel local. Según el criterio de origen, se distingue entre la “promoción de la inclusión y la integración, en particular de los sinti y los romaníes que viven en Alemania (Fundación: “residencia en Alemania”) y de otros “países europeos” de origen”. De 2014 a 2019, el director general fue el músico Romeo Franz, seguido de Alexander Diepold, los miembros fundadores de la junta directiva fueron la científica cultural Elizabeta Jonuz, el presidente de la asociación regional de Sinti y Roma de Baden-Württemberg Daniel Strauß y la científica educativa Jane Schuch. Los cuatro pertenecen a la minoría. Verena Lehmann, Nino Novakovič y Daniel Strauß forman parte de la junta directiva desde mediados de julio de 2020.   

## literatura
- Michail Krausnick: ¡Queríamos ser libres! Una familia sinti cuenta la historia. Beltz y Gelberg, Weinheim 1983, ISBN 978-3-407-80642-0.

## Enlaces web
- Entrevista de testigo contemporáneo con Hildegard Lagrene
- Comunicado de prensa del Consejo Central de Sinti y Roma Alemanes (archivo PDF)
- Hildegard Lagrene habla de su encuentro con un perpetrador nazi después de 1945